# Sonar
Sonar (forkortelse af SOund NAvigation and Ranging) er en akustisk teknik, der bruges til at opspore og bestemme afstand og retning til genstande under vand, fx fiskestimer, undervandsbåde, skibsvrag eller andre lydreflekterende genstande. 
En sonar agerer ligesom en flagermus, nemlig ved at udsende korte ultralydsimpulser, fx med en frekvens på 30kHz og en varighed på 2 sekunder. Sonaren opfanger de lydimpulser, der reflekteres fra genstande i vandet. Dette ekko bearbejder sonaren til oplysninger om afstand og retning til genstanden. 
Hvis genstanden bevæger sig, fx en ubåd, kan dens hastighed også bestemmes, idet dopplereffekten medfører, at den reflekterede lydbølge har en lidt højere frekvens end den primære, hvis genstanden nærmer sig, og lidt lavere frekvens, hvis genstanden fjerner sig. 
Sonar kan også anvendes til kommunikation igennem vandet. Det kræver dog en sender og modtager hos begge parter. 

## Historie
Sonaren var et teknologisk modsvar til en ny trussel, ubåden. Før 1. verdenskrig havde man i det små i England og Frankrig arbejdet med sonar. Ved udbruddet af 1. verdenskrig i 1914 indså man, at det var nødvendigt med et anti-ubåds-våben. Hydrofoner blev i forvejen brugt, men det kræver, at det, man leder efter (fx en ubåd), udsender lyde. På den baggrund genoptog de to lande arbejdet med opfinde den aktive sonar. Det passive sonarprincip, som blev brugt til at detektere ubåde, bestod af en lang line med mikrofoner, som blev slæbt efter skibet og opfangede motor- og propelstøj fra ubådene. Det aktive sonarsystem, som opfangede lydreflekser, udviklede fysikerne Ernest Rutherford og Paul Langevin. Det blev brugt i 1918 for første gang. 
I England kaldtes forskningsenheden for Anti-Submarine Division of the British Naval Staff, og al forskning foregik i dyb hemmelighed, for at fjenden (primært Tyskland) ikke skulle udvikle et forsvarssystem mod sonaren.  
Som et røgslør over forskningen omtaltes de nyudviklede apparater for ASD'ics, og de materialer, man brugte, for ASD'ivite, som i Anti-Submarine Division. I takt med at arbejdet skred frem, endte man med at kalde det ASDIC, der egentlig ikke står for noget (bortset fra Anti-Submarine Division), men bare er en omskrivning af ASD'ics. 
ASDIC'en gjorde, at man nu aktivt kunne søge efter ubådene, og sammen med dybdebomber var denne opfindelse med til at vende krigens gang.  
Under 2. Verdenskrig bidrog sonaren i væsentlig grad til de allieredes succes i kampen mod tyske ubåde.

## Aktiv sonar
Aktiv sonar registrerer ekkoer af egen udsendt lyd.
Sonaren virker efter samme princip som radaren (ekkoprincippet), det vil sige, at den udsender en kort lydbølge (ofte kaldet et ping) og registrerer ekkoerne på en skærm. Det tager længere tid at få ekkoerne hjem, da lydens hastighed i vand er omkring 1.500 meter pr. sekund.
Ekkoloddet er et eksempel på en sonar, der kun kigger nedad for at måle dybden.

## Passiv sonar
Passiv sonar eller hydrofonen registrerer udelukkende lyd fra andre skibe/ubåde (eller lyde fra havdyr).